# Mathikolóni
Mathikolóni är en ort i Cypern.   Den ligger i distriktet Eparchía Lemesoú, i den centrala delen av landet, 50 km sydväst om huvudstaden Nicosia. Mathikolóni ligger 448 meter över havet och antalet invånare är 115. Den ligger på ön Cypern.
Terrängen runt Mathikolóni är kuperad, och sluttar söderut. Trakten runt Mathikolóni är tätbefolkad, med 613 invånare per kvadratkilometer. Närmaste större samhälle är Limassol, 10,2 km söder om Mathikolóni. Trakten runt Mathikolóni är i huvudsak ett öppet busklandskap.